# EtherNet/IP
EtherNet/IP是由洛克威爾自動化公司開發的工業乙太網通訊協定，由ODVA（ODVA）管理，可應用在程序控制及其他自動化的應用中，是通用工業協定（CIP）中的一部份。
EtherNet/IP名稱中的IP是「Industrial Protocol」（工業協議）的簡稱，和網際協議沒有關係。

## 簡介
EtherNet/IP是應用層的協定，將網路上的設備視為許多的「物件」。EtherNet/IP為通用工業協定為基礎而架構，可以存取來自ControlNet及DeviceNet網路上的物件。
EtherNet/IP使用乙太網的物理層網路，也架構在TCP/IP的通訊協定上，用微處理器上的軟體即可實現，不需特別的ASIC或FPGA。EtherNet/IP可以用在一些可容許偶爾出現少量非決定性的自動化網路。
EtherNet/IP很容易誤解為Ethernet（以太網）及Internet Protocol（網際協議）的組合。不過EtherNet/IP是一個工業使用的應用層通訊協定，可以使控制系統及其元件之間建立通訊，例如可编程逻辑控制器、I/O模組等，EtherNet/IP中的IP是指工業協定。

## 歷史
EtherNet/IP是在1990年後期由洛克威爾自動化公司開發．是洛克威爾工業以太網路方案的一部份。後來洛克威爾就和EtherNet/IP交給ODVA管理，ODVA管理EtherNet/IP通訊協定，並確認不同廠商開發的EtherNet/IP設備都符合EtherNet/IP通訊協定，確保多供應商的EtherNet/IP網路仍有互操作性。

## 技術細節
EtherNet/IP將以太網的設備以預定義的設備種類加以分類，每種設備有其特別的行為，此外，EtherNet/IP設備可以：
- 用用户数据报协议（UDP）的隱式報文傳送基本I/O資料。
- 用传输控制协议（TCP）的顯式報文上傳或下載參數、設定值、程式或配方。
- 用主站輪詢、從站週期性更新或是狀態改變（COS）時更新的方式，方便主站監控從站的狀態，訊息會用UDP的報文送出。
- 用一對一、一對多或是廣播的方式，透過用TCP的報文送出資料。
- EtherNet/IP使用TCP埠編號44818作為顯式報文的處理，UDP埠編號2222作為隱式報文的處理。

EtherNet/IP的應用層協定是以使用在DeviceNet、CompoNet及ControlNet的通用工業協定（CIP）為基礎。

## 安全性
2012年2月14日，Basecamp計劃的安全研究者提出了一個針對洛克威爾的ControlLogix PLC，EtherNet/IP通訊缺陷的Metasploit攻擊。此安全性漏洞若沒處理，可以允許遠端攻擊者破壞設備或使設備在未預期的情形下重新開機，而這些設備往往也是工業系統上的關鍵設備或元件。

## 外部連結
- ODVA*（页面存档备份，存于）
- HMS EtherNet/IP page
- Phoenix Contact EtherNet/IP page（页面存档备份，存于）
- EtherNet/IP developers guide from ODVA
- OpENer: Open Source EtherNet/IP Stack for I/O Adapter Devices
- CELL--CIP/Ethernet Library for Linux (commercial)（页面存档备份，存于）
- Threat Post on Security Exploits